# Stazione di San Pellegrino
La stazione di San Pellegrino sera una stazione ferroviaria della linea della Val Brembana, a servizio del comune di San Pellegrino Terme.

## Storia
La stazione fu aperta al servizio pubblico il 1º luglio 1906, assieme al tronco proveniente da Bergamo. Rimase capolinea della ferrovia della Val Brembana per poche settimane: il 15 ottobre dello stesso anno la linea fu prolungata a San Giovanni Bianco.
Il servizio viaggiatori fu soppresso il 17 marzo 1966 insieme a quello dell'intera linea ferroviaria.

## Strutture e impianti

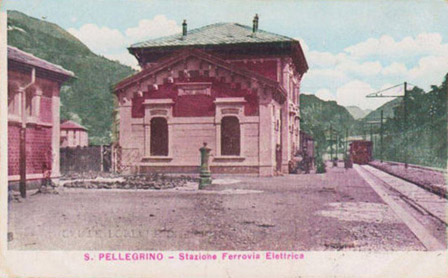
La stazione in una cartolina d'epoca a colori

Il fabbricato viaggiatori si presentava nello stesso stile di altri stazioni della ferrovia, come Ambria-Fonte Bracca, Brembilla, Ponteranica-Sorisole, Villa d'Almè e Zogno: era una costruzione in muratura, a due livelli fuori terra su pianta rettangolare, affiancata da un'ala a un singolo livello, posta sul lato Ambria. Esternamente era ornato da elementi liberty.
Il piazzale era composto dal binario di corretto tracciato della linea ferroviaria e da un binario di raddoppio. Un binario tronco era a servizio del piano caricatore e del magazzino dello scalo merci, mentre un secondo binario tronco era posizionato sul lato occidentale della stazione. Il magazzino merci, in accordo allo stile delle altre stazioni della ferrovia, era addossato al fabbricato viaggiatori.
In direzione di Ambria era presente anche la ritirata.

## Movimento
L'impianto era servito dai treni omnibus e accelerati Bergamo-San Giovanni Bianco fino al 1926, quando, a seguito dell'apertura della prolungamento verso Piazza Brembana, furono prolungati fino al nuovo capolinea.
Il servizio merci della stazione era principalmente dedicato al carico delle casse delle Terme di San Pellegrino. Per molti anni, le casse venivano portate in stazione grazie a carri trainati da animali, e in seguito autocarri, che venivano scaricate presso lo scalo ferroviario; esse venivano poi caricate su un treno merci in sosta presso il binario di raddoppio. A partire dagli anni Cinquanta, con l'apertura dello stabilimento di Ruspino, fu aperto anche un raccordo diretto con la stazione che fu elettrificato: in questo modo, a differenza di quanto avveniva presso la stazione di Zogno, i treni merci venivano direttamente caricati presso il nuovo opificio.